# Championnat de Finlande de hockey sur glace 2025-2026
Saison précédente Saison suivante
La saison 2025-2026 est la 51e saison de la Liiga, le championnat élite de hockey sur glace en Finlande.

## Liiga
| \| Jukurit HIFK HPK Ilves Tappara JYP KalPa KooKoo Kärpät Lukko Pelicans SaiPa Ässät Sport TPS Kiekko \| Localisation des clubs engagés en Liiga. |
| Jukurit HIFK HPK Ilves Tappara JYP KalPa KooKoo Kärpät Lukko Pelicans SaiPa Ässät Sport TPS Kiekko                                                |

| Équipe                  | Ville        | Patinoire            | Capacité |
| ----------------------- | ------------ | -------------------- | -------- |
| Ässät                   | Pori         | Isomäki Areena       | 6 350    |
| HIFK                    | Helsinki     | Patinoire d'Helsinki | 8 200    |
| Hämeenlinnan Pallokerho | Hämeenlinna  | Pohjantähti Areena   | 5 360    |
| Ilves                   | Tampere      | Nokia Arena          | 12 700   |
| Jukurit Mikkeli         | Mikkeli      | Let's Go Areena      | 4 200    |
| JYP Jyväskylä           | Jyväskylä    | LähiTapiola Areena   | 4 437    |
| Kalevan Pallo           | Kuopio       | Patinoire de Kuopio  | 5 200    |
| Kiekko-Espoo            | Espoo        | Espoo Metro Areena   | 6 982    |
| KooKoo Kouvola          | Kouvola      | Lumon Areena         | 4 750    |
| Kärpät Oulu             | Oulu         | Patinoire d'Oulu     | 6 300    |
| Lukko                   | Rauma        | Kivikylän Areena     | 4 500    |
| Pelicans Lahti          | Lahti        | Isku-areena          | 4 403    |
| SaiPa                   | Lappeenranta | Kisapuisto           | 4 820    |
| Sport Vaasa             | Vaasa        | Vaasan Sähkö Areena  | 5 185    |
| Tappara                 | Tampere      | Nokia Arena          | 12 700   |
| TPS                     | Turku        | HK Arena             | 10 500   |

### Saison régulière

#### Classement
| Clt   | Équipe                  | PJ | V | VP | D | DP | BP | BC | Diff | Pts |
| ----- | ----------------------- | -- | - | -- | - | -- | -- | -- | ---- | --- |
| +001, | Lukko                   | 0  | 0 | 0  | 0 | 0  | 0  | 0  | 0    | 0   |
| +002, | Ilves                   | 0  | 0 | 0  | 0 | 0  | 0  | 0  | 0    | 0   |
| +003, | Kalevan Pallo           | 0  | 0 | 0  | 0 | 0  | 0  | 0  | 0    | 0   |
| +004, | HIFK                    | 0  | 0 | 0  | 0 | 0  | 0  | 0  | 0    | 0   |
| +005, | SaiPa                   | 0  | 0 | 0  | 0 | 0  | 0  | 0  | 0    | 0   |
| +006, | KooKoo Kouvola          | 0  | 0 | 0  | 0 | 0  | 0  | 0  | 0    | 0   |
| +007, | Ässät                   | 0  | 0 | 0  | 0 | 0  | 0  | 0  | 0    | 0   |
| +008, | Kiekko-Espoo            | 0  | 0 | 0  | 0 | 0  | 0  | 0  | 0    | 0   |
| +009, | Tappara                 | 0  | 0 | 0  | 0 | 0  | 0  | 0  | 0    | 0   |
| +010, | Hämeenlinnan Pallokerho | 0  | 0 | 0  | 0 | 0  | 0  | 0  | 0    | 0   |
| +011, | Sport Vaasa             | 0  | 0 | 0  | 0 | 0  | 0  | 0  | 0    | 0   |
| +012, | TPS                     | 0  | 0 | 0  | 0 | 0  | 0  | 0  | 0    | 0   |
| +013, | Kärpät Oulu             | 0  | 0 | 0  | 0 | 0  | 0  | 0  | 0    | 0   |
| +014, | JYP Jyväskylä           | 0  | 0 | 0  | 0 | 0  | 0  | 0  | 0    | 0   |
| +015, | Pelicans Lahti          | 0  | 0 | 0  | 0 | 0  | 0  | 0  | 0    | 0   |
| +016, | Jukurit Mikkeli         | 0  | 0 | 0  | 0 | 0  | 0  | 0  | 0    | 0   |

- En gras : qualifié pour les quarts de finale
- En italique : qualifié pour le tour préliminaire
- En italique : en barrage de relégation

## Mestis
Comme la saison précédente la Mestis est composée de 10 équipes.
| \| Hermes IPK Jokerit JoKP Ketterä KeuPa HT K-Vantaa Pyry RoKi TUTO \| Localisation des clubs engagés en Mestis. |
| Hermes IPK Jokerit JoKP Ketterä KeuPa HT K-Vantaa Pyry RoKi TUTO                                                 |

| Équipe                    | Ville     | Patinoire            | Capacité |
| ------------------------- | --------- | -------------------- | -------- |
| Hermes Kokkola            | Kokkola   | Patinoire de Kokkola | 4 200    |
| Iisalmen Peli-Karhut      | Iisalmi   | Patinoire de Kankaa  | 1 380    |
| Jokerit                   | Helsinki  | Patinoire d'Helsinki | 8 200    |
| Joensuun Kiekko-Pojat     | Joensuu   | PKS Areena           | 4 039    |
| Imatran Ketterä           | Imatra    | OmaSp Areena         | 1 300    |
| Keuruun Pallo Hockey Team | Keuruu    | Metsä-Multia Areena  | 1 200    |
| Kiekko-Vantaa             | Vantaa    | Tikkurilan Areena    | 2 004    |
| Nokian Pyry               | Nokia     | Kattokeskus Areena   | 1 000    |
| Rovaniemen Kiekko-79      | Rovaniemi | Lappi Areena         | 3 500    |
| TUTO Hockey               | Turku     | Rajupaja Areena      | 3 000    |

### Classement
| Clt   | Équipe                | PJ | V | VP | D | DP | BP | BC | Diff | Pts |
| ----- | --------------------- | -- | - | -- | - | -- | -- | -- | ---- | --- |
| +001, | Hermes Kokkola        | 0  | 0 | 0  | 0 | 0  | 0  | 0  | 0    | 0   |
| +002, | Iisalmen Peli-Karhut  | 0  | 0 | 0  | 0 | 0  | 0  | 0  | 0    | 0   |
| +003, | Jokerit               | 0  | 0 | 0  | 0 | 0  | 0  | 0  | 0    | 0   |
| +004, | Joensuun Kiekko-Pojat | 0  | 0 | 0  | 0 | 0  | 0  | 0  | 0    | 0   |
| +005, | Imatran Ketterä       | 0  | 0 | 0  | 0 | 0  | 0  | 0  | 0    | 0   |
| +006, | Keuruun Pallo         | 0  | 0 | 0  | 0 | 0  | 0  | 0  | 0    | 0   |
| +007, | Kiekko-Vantaa         | 0  | 0 | 0  | 0 | 0  | 0  | 0  | 0    | 0   |
| +008, | Nokian Pyry           | 0  | 0 | 0  | 0 | 0  | 0  | 0  | 0    | 0   |
| +009, | Rovaniemen Kiekko-79  | 0  | 0 | 0  | 0 | 0  | 0  | 0  | 0    | 0   |
| +010, | TUTO Hockey           | 0  | 0 | 0  | 0 | 0  | 0  | 0  | 0    | 0   |

- En gras : qualifié pour les quarts de finale
- En italique : en barrage de relégation